# Atto Melani
Atto Melani (Pistoia, 1626 - Parijs, 1714) was een Italiaanse abbé, castraatzanger, diplomaat en spion van de Zonnekoning.

## Leven
Atto was de derde van de zeven kinderen van de klokkenluider van de duomo van Pistoia. Omdat de jongen een mooie stem had werd hij als kind gecastreerd om castraatzanger te kunnen worden. Atto werd inderdaad een gevierd zanger en trad op aan het Franse hof.
De jongeman bevond zich in het gevolg van de twaalf jaar jongere koning Lodewijk XIV toen deze tussen 1648 en 1653 werd geconfronteerd werd met de "Frondes", opstanden in Parijs en in de provincies, en zijn hoofdstad enige tijd moest ontvluchten. Ondanks enige breuken en ruzies bleef Lodewijk Atto tot aan het eind van zijn leven min of meer vertrouwen.
Atto's zang en meer nog zijn intellect trokken de aandacht van de geslepen kardinaal Mazarin die een zingende spion, een man die zonder verdenking te wekken veel kon reizen en alle vorstenhoven kon bezoeken, goed kon gebruiken.
Wanneer zijn vriend Nicolas Fouquet in ongenade valt, en Lodewijk XIV al diens documenten laat analyseren, komt uit dat Melani brieven van Lodewijk gekopieerd heeft. De woede van de koning voor deze vertrouwensbreuk deed Melani naar Rome uitwijken, waar hij verder diensten aan de kroon leverde. De Franse koning beëindigde de opgelegde vijftienjarige verbanning in 1667 als blijk van waardering voor de verkiezing van de, mede door Melanis toedoen gekozen, Fransgezinde Paus Clemens IX. De dankbaarheid van de koning leverde ook nog de titel van abbé de Beaubec op en een jaargeld.
Lodewijk XIV gebruikte de Abbé Melani als geheim agent in Rome. Atto moest daar in opdracht van de koning de conclaven beïnvloeden. Er was de Franse vorst veel aan gelegen om aan Frankrijk gebonden, of door Frankrijk gekochte, kardinalen op de Pauselijke troon te zien.
Voor zijn meester schreef Melani in 1700 het in de bibliotheek van de Franse senaat bewaard gebleven memorandum met de titel "Mémoires secrets contenant les événements plus notables des quatre derniers conclaves" waarin hij, zoals de titel al aangeeft, de koning uitlegt wat er op de vier laatste conclaven is voorgevallen.
Abbé Melani stierf, schatrijk en door de Doge van Venetië geadeld voor zijn goede diensten in een conflict tussen die republiek en Lucca, in Parijs. Een geplande reis naar zijn uitgebreide landgoederen bij Pistoia kon de 88-jarige niet meer aanvangen. Zijn grafmonument in de Basilique de Notre-Dame-des-Victoires heeft de plunderingen en beschadigingen van de Franse Revolutie en de Commune niet overleefd.

## Memorandum
Atto Melani lijkt niet erg vroom te zijn geweest. Het bewaard gebleven memorandum begint met de vaststelling dat "het Pauselijk Hof van Rome veel middelen tot haar beschikking heeft en beschikt over oneindige hulpbronnen. Onder het mom van het geloof heeft het enorme macht over de zwakke, platte en vrome geesten".
Het memorandum ademt de geest van Machiavelli of, zo men wil, het cynisme van Voltaire. Van de kardinalen schrijft hij dat zij allen "klaar staan om alles op te offeren voor ambitie, eigenbelang en wraak". Over standvastigheid merkt hij op dat "die niet altijd een deugd [is]. Wie het slachtoffer is van een standvastig temperament richt de wereld liever te gronde dan dat hij zijn standpunt verandert". Ook zijn opmerking dat "beroepsmatige beoefenaars van devotie gevaarlijker zijn dan iemand [het gaat ook hier over kardinalen] die geen enkele devotie laat zien" is veelzeggend.

## Hedendaagse literatuur
De Italiaanse letterkundigen Rita Monaldi en Francesco Sorti maakten Atto Melani de hoofdfiguur van drie romans, "Imprimatur", "Secretum" en "Veritas" geheten, en gaven het door hen in de bibliotheek van het Luxembourg ontdekte memorandum over de pauskeuze uit.
Van de reusachtige door Melani achtergelaten briefwisseling, waaronder veertig jaar correspondentie met Maria Mancini, ontbrak aanvankelijk ieder spoor. Later bleek deze toch nog deels te bestaan. De brieven naar en van Maria Mancini rusten in het Colonna familiearchief in het klooster van Santa Scholastica in Subiaco.
- Biblioteca Nacional de España: XX1732227
- Bibliothèque nationale de France: cb14851815m (data)
- Gemeinsame Normdatei: 103982329
- International Standard Name Identifier: 0000 0001 1885 802X
- Library of Congress Control Number: n85377532
- MusicBrainz: 5e5972a3-2e08-47e7-b5ee-89c8795fe8a4
- Nationale Bibliotheek van Tsjechië: jx20090312005
- Nationale Bibliotheek van Israël: 987007436624805171
- Nederlandse Thesaurus van Auteursnamen: 16576581X
- Istituto Centrale per il Catalogo Unico: VEAV027731
- SNAC: w6vt3sw5
- Système universitaire de documentation: 139071490
- Virtual International Authority File: 15040245
- WorldCat: E39PBJrwTy6B8pjXJcHccxQH4q